# Acraea arctifascia
Acraea arctifascia är en fjärilsart som beskrevs av Butler 1874. Acraea arctifascia ingår i släktet Acraea och familjen praktfjärilar. Inga underarter finns listade i Catalogue of Life.